# Phasia hemiptera
Espèce
Synonymes
- Atophora hemiptera Fabricius, 1794
- Phasia affinis (Fabricius, 1794)
- Phasia subcoleoptrata (Fabricius, 1775) non (Linnaeus, 1767)
- Syrphus affinis Fabricius, 1794
- Syrphus hemipterus Fabricius, 1794
- Syrphus subcoleoptratus Fabricius, 1775 non Linnaeus, 1767

Phasia hemiptera est une espèce d'insectes diptères brachycères de la famille des Tachinidae, dont la larve est parasite de punaises (insectes hétéroptères).
Cette espèce réside dans toute l'Europe, les adultes mesurent 10 à 11 mm de long. Le dimorphisme sexuel est bien marqué : les mâles ont les ailes larges et présentant des taches de couleurs variées selon les individus (parfois avec une bande bleue à partir du bord antérieur). Les femelles ont les ailes plus étroites et transparentes, leur corps est plus étroit. Elles pondent leurs œufs sur diverses espèces de punaises vivantes dont Pentatoma rufipes au printemps et Palomena prasina en automne. Comme chez d'autres espèces de Tachinidae, la larve se développe au détriment de l'hôte vivant (cas d'endoparasitisme).
Les mâles comme les femelles sont visibles d'avril à août butinant les fleurs, en particulier d'Apiaceae (ombellifères).